# تیم ملی والیبال مردان مجارستان
تیم ملی والیبال مردان مجارستان یک تیم والیبال متشکل از مردان والیبالیست کشور مجارستان است که به نمایندگی از این کشور در میادین بین‌المللی حاضر می‌شود. رده‌بندی جهانی اف‌آی‌وی‌بی این تیم در ۲۲ ژوئیه سال ۲۰۱۳، ۹۳ بوده است.

## نتایج

### بازی‌های المپیک تابستانی
- ۱۹۶۴ — جایگاه ۶ام
- ۱۹۶۸ — واجد شرایط حضور نشد
- ۱۹۷۲ — واجد شرایط حضور نشد
- ۱۹۷۶ — واجد شرایط حضور نشد
- ۱۹۸۰ — واجد شرایط حضور نشد
- ۱۹۸۴ — شرکت نداشت
- ۱۹۸۸ — واجد شرایط حضور نشد
- ۱۹۹۲ — واجد شرایط حضور نشد
- ۱۹۹۶ — واجد شرایط حضور نشد
- ۲۰۰۰ — واجد شرایط حضور نشد
- ۲۰۰۴ — واجد شرایط حضور نشد
- ۲۰۰۸ — واجد شرایط حضور نشد
- ۲۰۱۲ — واجد شرایط حضور نشد